# Вли
Вли (нидерл. Vlie, з.-фриз. Fly) или Влистром — пролив и фарватер между нидерландскими островами Влиланд (находится к юго-западу от Вли) и Терсхеллинг (к северо-востоку). Вли был устьем реки Эйссел в раннем Средневековье и выполнял тогда важную функцию: это был оживлённый судоходный маршрут от Флевонского озера до Северного моря. И сегодня всё ещё можно добраться до порта Харлинген через Вли.

## Этимология
Часто предполагается, что старое римское название Флевонского озера, которое позже станет Зёйдерзе, Lacus Flevo, этимологически связано с названием Vlie и что, возможно, Vlie было когда-то именем всего озера и большой реки, которая вытекла из этого. Согласно некоторым источникам, термин Flevo может относиться и к Вли. Это название является грамматически более вероятным для обозначения географического объекта, поэтому предполагается, что римский географ Помпоний Мела перепутал склонение слова, давая имя Flevo. Вероятно, слова Flevo и Vlie означают то же самое.

## История

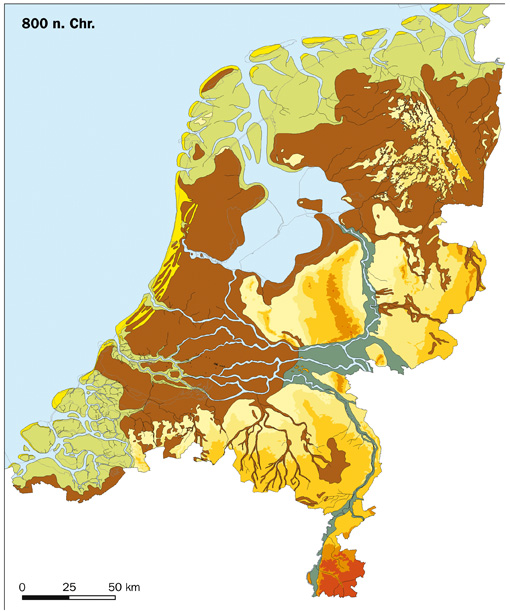
Внутреннее озеро Алмере с протокой Вли к Северному морю в раннем Средневековье

В раннем средневековье этот район моря выглядел совсем иначе. Около 800 г. н. э., ещё до появления Зёйдерзе, Влиланд и Терсхеллинг были больше, чем сегодня. Влиланд простирался за пределы нынешнего Афслёйтдейк, а также включал Эйерланд (теперь часть Тексела). Вли (в то время назывался Фли или Флехи) простирался до Ставерена и образовывал границу между Влиландом и материковым берегом Западной Фрисландии с западной стороны и Терсхеллингом и материковым берегом нынешней провинции Фрисландия с восточной стороны. Вли, как судоходный узкий вход, соединял Северное море с внутренним озером Алмере, предтечей Зёйдерзе. Оба водных объекта являлись стоком Эйссела в Северном море.
Разрушительные штормовые нагоны Средневековья, такие как наводнение Святой Юлианы 1164 года, наводнение Всех святых 1170 года и, наконец, наводнение Святого Марселия 1219 года затопили этот район, а на месте внутреннего озера Алмере образовался залив Зёйдерзе.
В 1666 году английский адмирал Роберт Холмс сжёг голландский торговый флот из 130 кораблей (Костёр Холмса), который укрылся во Вли, ошибочно полагая, что англичане никогда не смогут найти путь через коварные отмели вдоль береговой линии.
Когда был построен Афслёйтдейк, было перекрыто старое русло от реки до моря. Построение Афслёйтдейк вызвало увеличение скорости тока воды во Вли на 19 %.

## Историческое значение
Вли в раннем средневековье был исторической границей между Западной Фрисландией (то, что сейчас является Северной Голландией) и провинцией Фрисландия. Это восходит ко времени конфликта Фризского королевства с Франкской империей. Фризы во главе с королём Радбодом проиграли в 690 году сражение при Дорестаде и должны были уступить часть территории к западу от Вли к франкам. Несмотря на то, что фризы смогли вернуть территории в течение короткого времени в 716 году нашей эры, они должны были передать эти и другие территории франкам после сражения на Борне в 734 году нашей эры.
Историческая граница по Вли также упоминается во Фризской правде (лат. Lex Frisionum), одном из старейших юридических текстов фризов. Фризская правда была почти одинакова для всей Фрисландии. Однако в ней выделялись отдельные регионы. Она непосредственно применялась к центральной части Фрисландии (примерно в районе нынешней провинции Фрисландия в Нидерландах). В некоторых разделах были созданы отдельные правила для двух соседних районов:
- территория между реками Синкфал и Вли (на юге Нидерландов и на севере Бельгии)
- территория между реками Лауэрс и Везер, что примерно соответствует площади сегодняшней голландской провинции Гронинген и Восточной Фрисландии на северо-западе Германии.

Это доказывает очень раннее историческое деление фризских территорий на центральные и прилегающие районы.